# Johan Radet
Johan Radet (født 24. november 1976 i La Fère, Frankrig) er en fransk tidligere fodboldspiller (forsvarer).
Radet tilbragte hele sin aktive karriere, fra 1996 til 2007, hos AJ Auxerre. Han var med til vinde pokalturneringen Coupe de France med klubben i både 2003 og 2005.
Radet måtte stoppe karrieren allerede som 30-årig, da han blev diagnosticeret med en hjertefejl.

## Titler
Coupe de France
- 2003 og 2005 med AJ Auxerre

Trophée des Champions
- 2003 og 2005 med AJ Auxerre